# بني هلال اليمني (حرض)

تعديل مصدري - تعديل

بني هلال اليمني هي إحدى قرى عزلة الشعاب بمديرية حرض التابعة لمحافظة حجة، بلغ تعداد سكانها 545 نسمة حسب تعداد اليمن لعام 2004.